# Dialecte de Piacenza
El dialecte piacentí (dialët piaṡintëin) és un dialecte no codificat de la llengua emiliano-romanyola, pertanyent al grup lingüístic gal·loitàlic, parlat en la província de Plasència.